# Robert Bindschadler

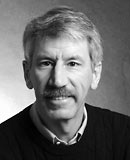
Robert A. Bindschadler

Robert Bindschadler ist ein emeritierter Glaziologe. Er arbeitete 30 Jahre bei der NASA, wo er im Jahr 2010 in den Ruhestand ging. Zu diesem Zeitpunkt war er leitender Wissenschaftler des Hydrospheric and Biospheric Sciences Laboratory und Senior Fellow beim Goddard Space Flight Center. Er ist Fellow of the American Geophysical Union und war Präsident der International Glaciological Society. Gegenwärtig ist er Senior Research Scientist an der University of Maryland, Baltimore County.
Sein Forschungsgebiet sind Gletscher und Eisschilde. Er leitete 15 Antarktis-Feldexpeditionen, wo er die Dynamik des westantarktischen Eisschildes studierte. Im Lauf seiner Karriere bei der NASA entwickelte er eine Reihe von einzigartigen Anwendungen der Fernerkundung, mit deren Hilfe Höhe, Geschwindigkeit, Veränderungen des Eisvolumens und die Schmelzrate von Gletschern gemessen werden konnten. Dazu verwendete er Bildgebungsverfahren, die sowohl auf sichtbarem Licht wie auch auf Radarmessungen basieren. Er sagte mehrfach vor dem US-Kongress aus, publizierte über 140 wissenschaftliche Paper und wird häufig zitiert, wenn es um die Auswirkungen der globalen Erwärmung auf Eisschilde und Gletscher geht. Der Bindschadler-Gletscher und der Bindschadler-Eisstrom wurden nach ihm benannt.